# 루츠 헤슬리히
루츠 헤슬리히(독일어: Lutz Heßlich, 1959년 1월 17일 ~ )는 전 동독의 사이클 선수로 하계 올림픽 2관왕이다.
브란덴부르크주 오르트란트에서 태어났다.
1980년 모스크바 올림픽에 처음으로 참가하여 개인 스프린트 종목의 금메달을 획득하였다.
소련을 비롯한 동구권 국가들의 1984년 로스앤젤레스 올림픽에 불참으로 인하여 참가 기회를 놓친 헤슬리히는 8년 만에 서울 올림픽에 돌아와 같은 종목의 2연승을 하였다.
1989년 이래 콧부스에서 자전거 숍을 운영하였다.